# 1976년 스털링 위기

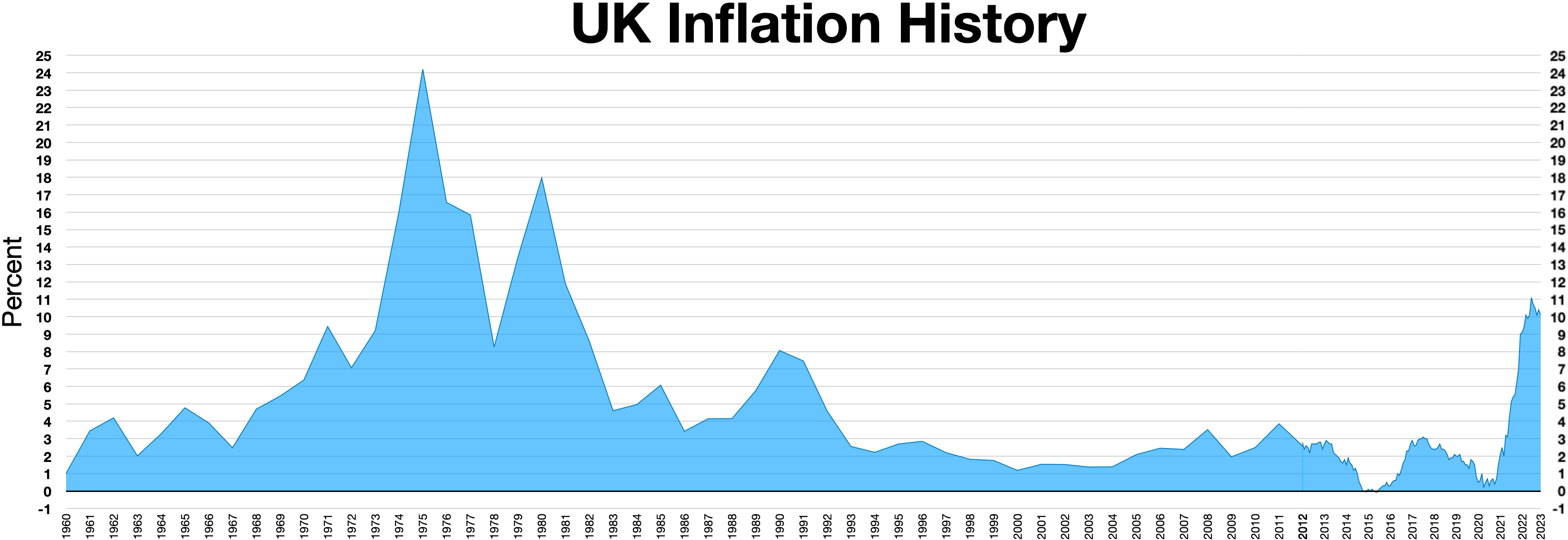
영국 인플레이션 역사

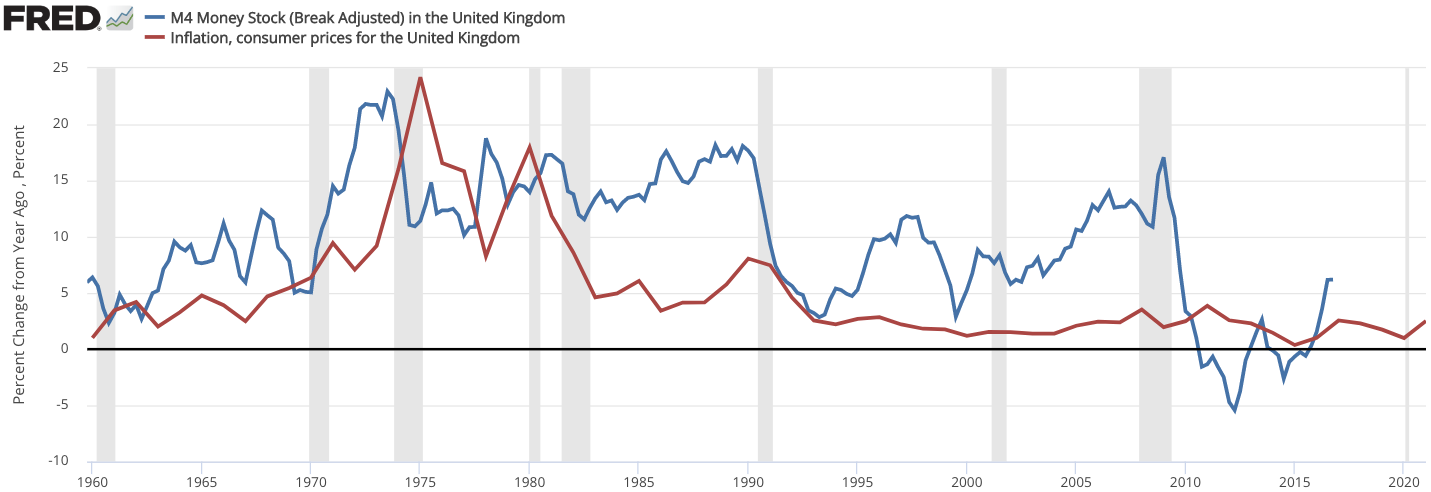

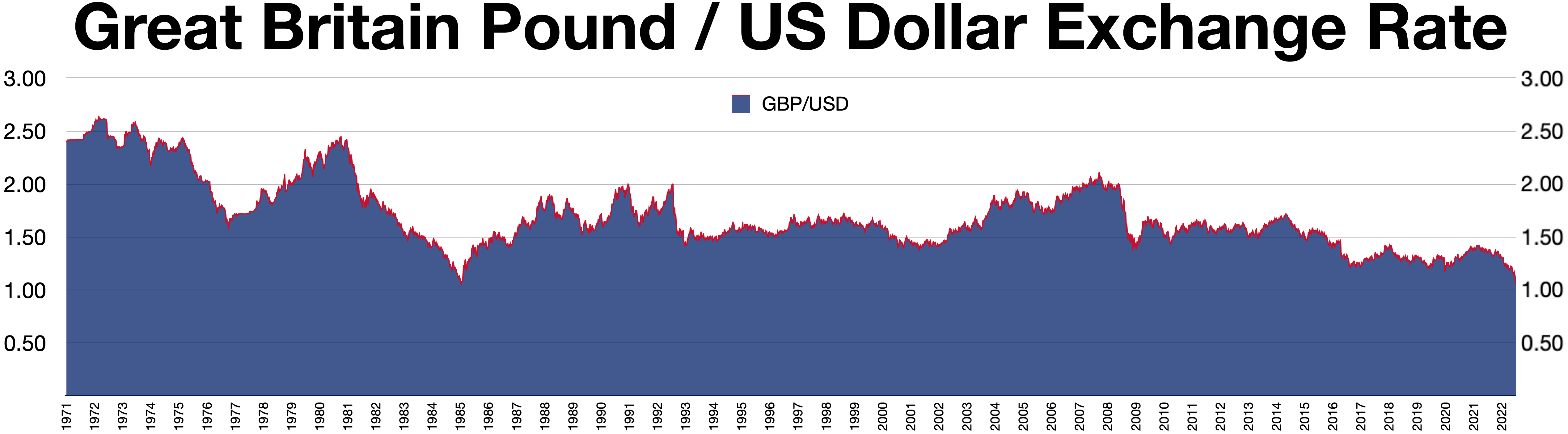
GBP/USD 환율

1976년 스털링 위기(영어: 1976 sterling crisis)는 영국의 외환위기였다. 인플레이션(1975년 거의 25%에 달해 높은 채권 수익률과 차입 비용을 야기), 국제수지 적자, 정부 재정 수지 적자, 1973년 석유 파동이 원인이었다.
위기의 원인은 1972년 보수당의 "성장을 위한 지출" 예산이 인플레이션 순환을 시작한 것으로 추정된다.
제임스 캘러헌의 노동당 정부는 스털링의 가치를 유지하기 위해 국제 통화 기금 (IMF)으로부터 39억 달러를 빌려야 했다. 당시 이것은 IMF로부터 요청된 가장 큰 대출이었다.

## 역사

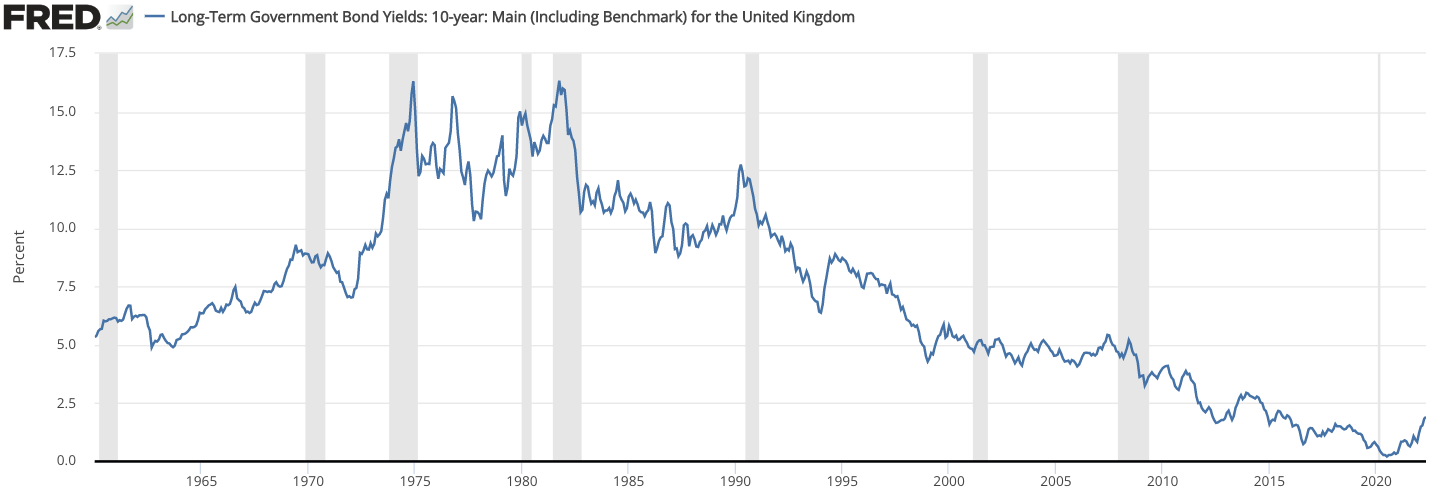
영국 채권 1960–2022
부채를 위한 정부 차입(10년 채권)은 1970년대와 1980년대 초에 15% 이상으로 증가했다.

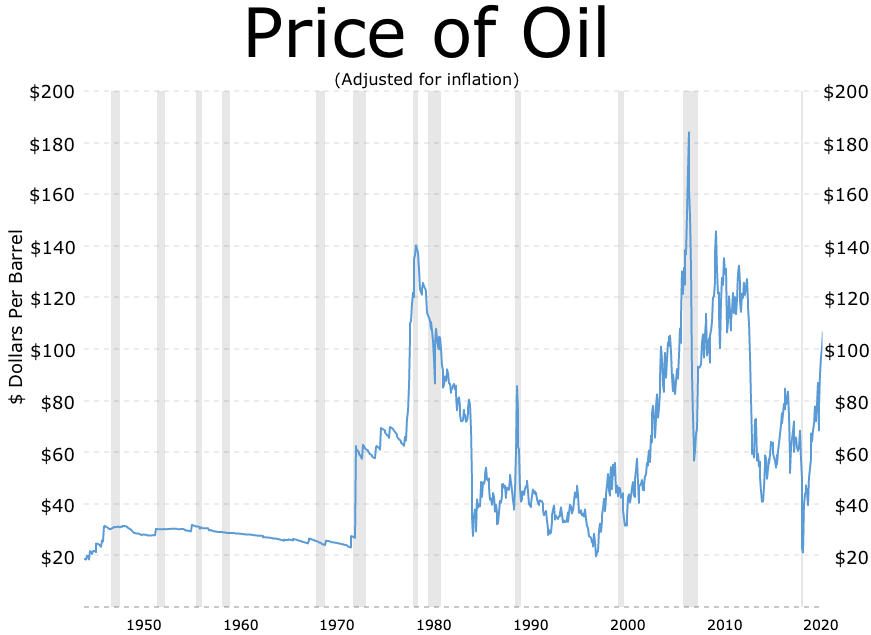
1973년 석유 파동은 브렌트유 가격의 상승을 야기했다.

인플레이션 주기의 시작은 1974년 또는 1975년에 예상되었던 선거에서 보수당이 집권하게 하기 위해 고안된 앤서니 바버의 1972년 예산으로 거슬러 올라간다. 이 예산은 "바버 붐"으로 알려진 짧은 성장 기간을 이끌었고, 이어서 임금-물가 스파이럴, 높은 인플레이션 및 통화 가치 하락으로 이어졌으며, 1976년 스털링 위기로 절정에 달했다. 바버는 물가위원회와 임금위원회와 함께 인플레이션 방지 조치를 도입해야 했다. 보수당은 1974년 2월 영국 총선 (그리고 같은 해 10월에 열린 이후 선거)에서 해럴드 윌슨의 노동당에게 패배했다.
위기는 총리로서 제임스 캘러헌의 임기 동안 절정에 달했고, 잉글랜드 은행이 외환시장에서 일시적으로 철수하게 만들었다. 1976년 3월 영국 하원에서 공공 지출 백서가 부결되고 해럴드 윌슨이 사임한 후, 많은 투자자들은 인플레이션으로 인해 스털링의 가치가 곧 하락할 것이라고 확신하게 되었다. 1976년 6월까지 파운드는 달러 대비 사상 최저치를 기록했다.

### 아랍-이스라엘 분쟁 중 이스라엘의 영국 동맹
1967년, 수에즈 운하는 그해 제3차 중동 전쟁 이후 8년 동안 폐쇄되었는데, 이때 이스라엘은 시나이반도를 15년간 점령했다. 이는 몇 달 동안만 지속된 1967년 석유 금수 조치를 촉발했다. 1966년, 폐쇄되기 전 해에는 전 세계 석유 화물 톤수의 20%가 운하를 통과했으며, 대부분이 유럽으로 향했다.
1973년에는 욤키푸르 전쟁이 발발하여 이집트가 시나이 반도를 이스라엘로부터 되찾기 위해 수에즈 운하를 건넜다. 이는 1973년 석유 파동과 금수 조치를 촉발했다. 영국은 아랍-이스라엘 분쟁 중 이스라엘의 동맹국이었다. 석유 위기는 영국에 심각한 경제적 충격을 주었으며, 영국은 이를 견딜 수 있는 위치에 있지 않았다.

## 결과
대출금의 절반만 영국 정부에 인출되었고, 총선 다음 날인 1979년 5월 4일에 상환되었다. 당시 재무부 장관이었던 데니스 힐리는 대출을 요청해야 했던 주된 이유가 재무부가 제공한 공공 부문 차입 요구 수치가 크게 과장되었기 때문이라고 밝혔다.
IMF 대출은 영국 경제가 안정화될 수 있게 해주었으며, 동시에 과감한 예산 삭감이 시행되었다. 대출로 인한 안정성에도 불구하고, 노동당은 이미 사회민주주의 진영과 더 사회주의 진영으로 분열되기 시작하여 당 내부와 노조와 격렬한 갈등을 야기했다. 일부는 스털링 위기와 IMF 구제금융이 1979년 마거릿 대처의 보수당 승리에 크게 기여했을 수 있다고 믿는다.

## 같이 보기
- 영국의 경제사
- 질주 인플레이션
- 스태그플레이션
- 스털링
- 스털링 위기, 영국 역사 속 다른 통화 위기
- 불만의 겨울
- 수에즈 운하 폐쇄 (1967년–1975년) "제3차 중동 전쟁" 또는 제3차 아랍-이스라엘 전쟁 시작 직후
- 1970년대 상품 붐
- 대안 경제 전략

## 내용주
1. ↑  2022 달러로 $177억에 해당

## 추가 자료
- Burk, Kathleen. "1976 IMF Crisis." (1989): 39–45.
- Ludlam, Steve. "The gnomes of Washington: Four myths of the 1976 IMF crisis." Political Studies 40.4 (1992): 713–727.
- Wass, Douglas. Decline to Fall: The Making of British Macro-economic Policy and the 1976 IMF Crisis. Oxford University Press, 2008.
- Kevin Hickson (2005년 5월 13일). 《The IMF Crisis of 1976 and British Politics: Keynesian Social Democracy, Monetarism and Economic Liberalism: the 1970s Struggle in British Politics》. I.B.Tauris. 14–쪽. ISBN 978-1-85043-725-3.
- Kathleen Burk; Alec Cairncross (1992). 《Good-bye, Great Britain: The 1976 IMF Crisis》. Yale University Press. ISBN 0-300-05728-8.
- Mark D. Harmon (1997). 《The British Labour Government and the 1976 IMF Crisis》. Macmillan. ISBN 978-0-333-67818-3.